# گذرواژه

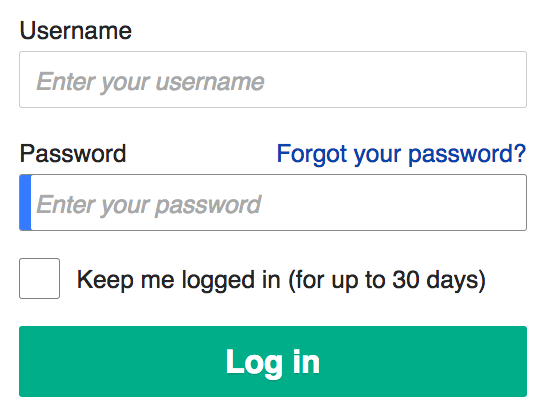
A password field in a sign in form.

گذرواژه، کلمه عبور یا رمز عبور یا اسم رمز یک کلمه یا جمله یا رشته‌ای از نویسه‌ها است که برای اصالت‌سنجی به کار می‌رود. افراد یا ابزارها برای استفاده از یک سامانه محافظت شده توسط گذرواژه، باید آن گذرواژه را به واحد اصالت‌سنجی آن سامانه ارائه دهند و در صورت ارائهٔ گذرواژهٔ درست مجاز به استفاده از آن سامانه می‌شوند، همچنین گذرواژه برای اثبات هویت نیز به کار می‌رود به این صورت که کاربر یک سامانه با ارائه نام کاربری خود باید گذرواژه خود را نیز ارائه بدهد در صورت ارائه گذرواژه درست، ادعای وی در مورد تعلق نام کاربری به وی مورد تأیید سامانه قرار می‌گیرد.
گذرواژه‌ها در اغلب سامانه‌های رایانه‌ای و دستگاه‌های الکترونیکی مورد استفاده قرار می‌گیرند. به‌طور معمول فرایند پیکربندی دستگاه‌های الکترونیکی توسط گذرواژه محافظت می‌شود.
انتخاب گذرواژه خوب تأثیر روش محافظت با گذرواژه را بیشتر می‌کند و سامانه را از دسترسی‌های غیرمجاز مصون می‌دارد. گذرواژه خوب دارای شرایطی است که به اختصار بیان می‌شود:
- به خاطر آوردن آن برای صاحب گذرواژه آسان و حدس زدن آن برای دیگران دشوار باشد.
- طول گذرواژه کوتاه نباشد کوتاه بودن گذرواژه امکان موفقیت روش «حمله جستجوی فراگیر» را افزایش می‌دهد ضمن اینکه در حین وارد کردن به آسانی توسط افراد دیده می‌شود.
- گذرواژه نباید از کلمات با معنی انتخاب گردد در این صورت با روش «حمله واژه‌نامه‌ای» شکسته می‌شود.
- فضای احتمال گذرواژه باید وسیع باشد به بیان دیگر استفاده توامان از نویسه‌های عددی، حروف بزرگ و کوچک و نویسه‌های غیر الفبایی-عددی می‌تواند مؤثر بودن روش «حمله جستجوی فراگیر» را کاهش بدهد.
- عدم استفاده از تاریخ تولد، ازدواج، شماره پرسنلی و سایر اطلاعاتی که به سهولت توسط افراد دیگر قابل دستیابی است.
- عدم استفاده از توالی کلیدهای صفحه کلید که امکان دیده شدن گذرواژه هنگام وارد کردن توسط اشخاص را میسر می‌سازد.

## استفاده از عکس به عنوان گذرواژه
سم کراوتر، هکر ۱۸ ساله استرالیایی در اوت ۲۰۱۴ (مرداد ۱۳۹۳) راهکاری در کنفرانس امنیت سایبری (PasswordsCon) در لاس‌وگاس ارائه کرد که بر اساس آن یک عکس موجود در موبایل، تبلت یا کامپیوتر کاربر می‌تواند جای‌گزین همه گذرواژه‌های او شود؛ وی نام یوسیگ (uSig) را برای ابتکار خود برگزید که صورت کوتاه‌شده عبارت Unique Signature به معنی «امضای یکتا» است. اساس این ابتکار این است که شما به جای انتخاب رشته‌ای از کاراکترها که عموماً توصیه می‌شود پیچیده باشند تا حدس زدن و شکستن آن برای هکرها دشوارتر شود، فقط یک عکس را به عنوان کلید ورود به سایت‌ها و سرویس‌ها انتخاب می‌کنید. یوسیگ این عکس را به گذرواژه‌ای به‌غایت پیچیده متشکل از ۵۱۲ کاراکتر تبدیل می‌کند و با وارد کردن اتوماتیک آن، امنیت آنلاین شما را به‌طور شگفت‌آور و بی‌سابقه‌ای ارتقا می‌دهد. انتخاب عکس به جای گذرواژه کار را به الگوریتم‌های «یوسیگ» می‌سپارد و معضل به یاد آوردن گذرواژه را هم از میان برمی‌دارد. «یوسیگ» در عین سادگی، با پیچیده کردن گذرواژه‌ها کار را برای هکرها تریلیون‌ها برابر دشوارتر می‌کند. گذشته از این، امکان هک شدن از طریق کی لاگرها هم از بین می‌رود، چون کی‌لاگرها از طریق ثبت و ضبط کلیدها، رمز را می‌یابند و با «یوسیگ» دیگر کلیدی فشرده نخواهد شد که ثبت شود. سم کراوتر در مقایسه‌ای تامل‌برانگیز می‌گوید اگر همه حالت‌های کنار هم قرار گرفتن حروف، اعداد و نشانه‌ها در یک گذرواژه رایج ۸ کاراکتری را برابر با یک‌دانه شن ساحل در نظر بگیریم، گذرواژه ۵۱۲ کاراکتری‌ای که «یوسیگ» با تجزیه کد تصویر می‌سازد برابر با همه دانه‌های شن همه سواحل دنیاست و به همین اندازه هم شکستن‌اش دشوارتر خواهد بود. عکسی که انتخاب می‌کنید می‌تواند هر عکسی باشد، آنچه در تصویر می‌بینید اهمیتی برای این سرویس ندارد چون یوسیگ عکس‌ها را از طریق تجزیه کد و با بیت‌های پنهان پشت‌شان می‌شناسد. این راهکاری خلاقانه اگر به تأیید متخصصان امنیت برسد و فراگیر شود، زمینه‌ساز گذاری تاریخی و انقلابی بزرگ در دنیای امنیت آنلاین خواهد شد.